# Polytrichadelphus mitis
Polytrichadelphus mitis är en bladmossart som beskrevs av Theodor Carl Karl Julius Herzog 1927. Polytrichadelphus mitis ingår i släktet Polytrichadelphus och familjen Polytrichaceae. Inga underarter finns listade i Catalogue of Life.